# لئونارد گرین و شرکا
```
لئونارد گرین و شرکا 
```

لئونارد گرین و شرکا (به انگلیسی: Leonard Green & Partners, L.P.) یک شرکت سرمایه‌گذاری خصوصی آمریکایی است که دفتر مرکزی آن در لس آنجلس، کالیفرنیا قرار دارد. این شرکت در سال ۱۹۸۹ توسط لئونارد آی. گرین بنیان‌گذاری شد و به‌مرور زمان به یکی از بزرگ‌ترین و تأثیرگذارترین شرکت‌های حوزه سرمایه‌گذاری خصوصی (Private Equity) در ایالات متحده تبدیل شد.

## زمینه فعالیت
لئونارد گرین و شرکا عمدتاً در شرکت‌های متوسط تا بزرگ در صنایع مختلف از جمله خرده‌فروشی، خدمات بهداشتی، کالاهای مصرفی، صنعت و فناوری اطلاعات سرمایه‌گذاری می‌کند. این شرکت از روش‌هایی همچون خرید با اهرم مالی (Leveraged Buyout) و سرمایه‌گذاری اقلیت برای ورود به شرکت‌ها استفاده می‌نماید. هدف اصلی آن، ایجاد ارزش بلندمدت از طریق همکاری نزدیک با تیم‌های مدیریتی، توسعه استراتژیک، و بهینه‌سازی عملیاتی است.

## عملکرد مالی
تا سال ۲۰۲۵، این شرکت بیش از ۷۰ میلیارد دلار دارایی تحت مدیریت داشته‌است. از جمله سرمایه‌گذاری‌های برجسته لئونارد گرین و شرکا می‌توان به شرکت‌های زیر اشاره کرد:
- Whole Foods Market
- J.Crew
- Petco
- Life Time Fitness
- BJ’s Wholesale Club

## مدل‌سازی مالی
در ادامه، یک مثال ساده از مدل‌سازی بازدهی یک سبد سرمایه‌گذاری فرضی با استفاده از نرم‌افزار متلب ارائه می‌شود:
```
% تعریف شرکت‌ها و میزان سرمایه‌گذاری (به میلیون دلار)

companies
 
=
 
{
'Petco'
,
 
'J.Crew'
,
 
'Whole Foods'
};

investments
 
=
 
[
25
,
 
40
,
 
35
];
 
% میلیون دلار

returns
 
=
 
[
0.10
,
 
0.07
,
 
0.14
];
 
% نرخ بازده سالانه

% محاسبه مجموع سرمایه‌گذاری و بازده میانگین وزنی

totalInvestment
 
=
 
sum
(
investments
);

weightedReturn
 
=
 
sum
((
investments
 
./
 
totalInvestment
)
 
.*
 
returns
);

% نمایش نتایج

fprintf
(
'کل سرمایه‌گذاری: %.2f میلیون دلار\n'
,
 
totalInvestment
);

fprintf
(
'بازده میانگین وزنی: %.2f%%\n'
,
 
weightedReturn
 
*
 
100
);

% رسم نمودار دایره‌ای برای نمایش توزیع سرمایه‌گذاری

figure
;

pie
(
investments
,
 
companies
);

title
(
'توزیع سبد سرمایه‌گذاری'
);

```